# Liste des œuvres d'art de Montauban
Pour un article plus général, voir Liste des œuvres d'art de Tarn-et-Garonne.
Cet article recense les œuvres d'art dans l'espace public de Montauban, en France.

## Liste

### Sculptures
| Œuvre                        | Auteur                   | Localisation                         | Notes          | Installation | Coordonnées                      | Illustration                |
| ---------------------------- | ------------------------ | ------------------------------------ | -------------- | ------------ | -------------------------------- | --------------------------- |
| Arch-Angelo                  | Vanetta Cavallotti       | Ancien couvent des Carmes            |                | 1995         | à géolocaliser                   | Image manquante             |
| Aurore                       | Flavio de Faveri         |                                      |                | 1990         | 44° 00′ 31″ nord, 1° 22′ 36″ est | Image manquante             |
| Autoportrait                 | Antoine Bourdelle        | Square du Général-Picard             |                | 1925         | 44° 01′ 03″ nord, 1° 21′ 09″ est | Image manquante             |
| Monument à Léon Bourjade     | Maxime Real del Sarte    | Place Léon-Bourjade                  |                | 1948         | 44° 01′ 06″ nord, 1° 21′ 05″ est | Image manquante             |
| Canéphore                    |                          | Jardin des plantes                   |                |              | 44° 00′ 51″ nord, 1° 21′ 08″ est | Image manquante             |
| Le Centaure mourant          | Antoine Bourdelle        |                                      |                | 1914         | 44° 01′ 02″ nord, 1° 21′ 07″ est | Le Centaure mourant         |
| Cérès                        | Jean-Marie-Joseph Ingres | Conseil général (jardins)            |                |              | à géolocaliser                   | Image manquante             |
| La Chaise de madame Gonze    | Paul Duchein             | Eurythmie (parvis)                   |                | 2000         | 44° 01′ 26″ nord, 1° 21′ 44″ est | Image manquante             |
| Christian Titan              | Jean-Louis Tripp         | Place Jean-Villard                   |                | 1993         | 44° 01′ 05″ nord, 1° 21′ 22″ est | Image manquante             |
| Danger isolé                 | Claude Viseux            | Place des Carmes                     |                | 1969         | 44° 00′ 58″ nord, 1° 21′ 07″ est | Image manquante             |
| L'Espoir enchaîné            | Marc Dautry              | Cours Foucault                       |                | 1961         | 44° 01′ 19″ nord, 1° 20′ 50″ est | Image manquante             |
| Flore                        | Jean-Marie-Joseph Ingres | Conseil général (jardins)            |                |              | à géolocaliser                   | Image manquante             |
| L'Hiver                      | Jean-Marie-Joseph Ingres | Conseil général (jardins)            |                |              | à géolocaliser                   | Image manquante             |
| L'Industrie                  |                          | Jardin des plantes                   |                |              | 44° 00′ 49″ nord, 1° 21′ 14″ est | Image manquante             |
| Jean Ingres                  | Antoine Étex             | Rue du Tescou                        |                | 1870         | 44° 00′ 57″ nord, 1° 21′ 05″ est | Image manquante             |
| Jonction                     | Claude Viseux            | Place des Carmes                     |                |              | 44° 00′ 58″ nord, 1° 21′ 07″ est | Image manquante             |
| Stèle à Daniel Lesueur       | Jean Boucher             | Jardin des plantes                   |                | 1921         | à géolocaliser                   | Image manquante             |
| La Liberté                   |                          |                                      |                |              | 44° 00′ 54″ nord, 1° 21′ 54″ est | Image manquante             |
| Masque                       | Antoine Bourdelle        | Passage Marcel Sémézies              |                | 1925         | 44° 01′ 03″ nord, 1° 21′ 09″ est | Masque                      |
| Médiaman                     | Jean-Louis Tripp         |                                      |                | 1991         | 44° 01′ 20″ nord, 1° 21′ 11″ est | Image manquante             |
| Météore                      | Jean Suzanne             | Rue de la Mandoune                   |                | 1988         | 44° 01′ 12″ nord, 1° 21′ 13″ est | Image manquante             |
| Molosses                     | Jean-Marie-Joseph Ingres | Conseil général (jardins)            |                |              | à géolocaliser                   | Image manquante             |
| Stèle à Jean Moulin          | Flavio de Faveri         | Avenue Jean-Moulin                   |                | 1998         | à géolocaliser                   | Image manquante             |
| Pénélope                     | Antoine Bourdelle        | Place Prax-Paris                     |                | 1912         | 44° 01′ 05″ nord, 1° 21′ 25″ est | Pénélope                    |
| Personnage féminin           |                          | Jardin des plantes                   |                |              | à géolocaliser                   | Image manquante             |
| Pomone                       | Jean-Marie-Joseph Ingres | Conseil général (jardins)            |                |              | à géolocaliser                   | Image manquante             |
| Buste d'Adolphe Poult        | Flavio de Faveri         | Quai Poult                           |                | 1968         | 44° 00′ 39″ nord, 1° 20′ 47″ est | Image manquante             |
| Stèle à Émile Pouvillon      | René de Saint-Marceaux   | Jardin des plantes                   |                |              | à géolocaliser                   | Image manquante             |
| Monument à Benedict Prévost  |                          | Place Bourdelle                      | Médaillon      | 1903         | 44° 01′ 03″ nord, 1° 21′ 06″ est | Monument à Benedict Prévost |
| Monument à Auguste Quercy    | Antoine Bourdelle        | Jardin des plantes                   |                | 1911         | 44° 00′ 49″ nord, 1° 21′ 10″ est | Image manquante             |
| Rond des Osages              | Michel Batlle            | Rond des Osages                      |                | 1992         | 43° 59′ 43″ nord, 1° 21′ 01″ est | Image manquante             |
| Buste de Jeanbon Saint-André | Yolande Cartigny         | Rue du Collège                       |                | 1987         | 44° 01′ 01″ nord, 1° 21′ 28″ est | Image manquante             |
| Sappho                       | Antoine Bourdelle        | Place de la Comédie                  |                | 1925         | 44° 01′ 09″ nord, 1° 21′ 14″ est | Sappho                      |
| Stabile                      | Christian de Cambiaire   |                                      |                | 1996         | 43° 59′ 19″ nord, 1° 19′ 50″ est | Image manquante             |
| The Warrior                  | Joe Big-Big              | Conseil général (jardins)            |                | 1991         | à géolocaliser                   | Image manquante             |
| Trignomon                    |                          | Parc Chambord                        | Cadran solaire |              | à géolocaliser                   | Image manquante             |
| Un soir                      | Jean Boucher             | Conseil général (jardins)            |                |              | à géolocaliser                   | Image manquante             |
| Volume 268                   | Claude Viseux            | Place des Carmes                     |                | 1987         | à géolocaliser                   | Image manquante             |
| Wind Trio 4 M                | Guillaume Roche          | Rond-point de la Chambre-du-Commerce |                | 2001         | à géolocaliser                   | Image manquante             |

### Fontaines
| Œuvre                                                   | Auteur       | Localisation     | Notes    | Installation | Coordonnées                      | Illustration    |
| ------------------------------------------------------- | ------------ | ---------------- | -------- | ------------ | -------------------------------- | --------------- |
| Fontaine de la Direction départementale de l'équipement | Jean Amado   | 2 quai de Verdun |          | 1981         | à géolocaliser                   | Image manquante |
| Résurgence fractale                                     | Jean Suzanne |                  | Fontaine | 1996         | 44° 01′ 17″ nord, 1° 21′ 15″ est | Image manquante |

### Monuments aux morts
| Œuvre                                             | Auteur            | Localisation   | Notes             | Installation | Coordonnées                      | Illustration                                                 |
| ------------------------------------------------- | ----------------- | -------------- | ----------------- | ------------ | -------------------------------- | ------------------------------------------------------------ |
| Monument aux morts d'Afrique de Nord              | Flavio de Faveri  | Cours Foucault |                   | 1998         | à géolocaliser                   | Image manquante                                              |
| Monument aux morts de la guerre de 1870           | Antoine Bourdelle |                |                   |              | 44° 01′ 02″ nord, 1° 21′ 05″ est | Monument aux morts de la guerre de 1870, Montauban           |
| Monument aux morts de la Première Guerre mondiale | Antoine Bourdelle | Cours Foucault | Inscrit MH (2005) | 1932         | 44° 01′ 22″ nord, 1° 20′ 36″ est | Monument aux morts de la Première Guerre mondiale, Montauban |